# Rümikon Challenger 1988
Il Rümikon Challenger 1988 è stato un torneo di tennis facente parte della categoria ATP Challenger Series nell'ambito dell'ATP Challenger Series 1988. Il torneo si è giocato a Rümikon in Svizzera dal 22 al 28 agosto 1988 su campi in terra rossa.

## Vincitori

### Singolare
Jaroslav Bulant ha battuto in finale  Roland Stadler con il punteggio di 6–3, 6–7, 6–2

### Doppio
Jan Apell /  Veli Paloheimo hanno battuto in finale  András Lányi /  László Markovits con il punteggio di 7–5, 6–7, 6–3